# 구스룸
구스룸(Guthrum, 고대 영어: Guðrum, 890년경 사망)은 동앵글리아의 왕이다. 덴마크 대군세에 합류하기 위해 871년 4월에 레딩에 상륙한 '여름 대군세'의 지도자 중 한 명이었다. 대군세의 목적은 앵글로색슨 잉글랜드의 왕국들을 정복하는 것이었다. 이들은 동앵글리아, 머시아, 노섬브리아를 정복하고, 앨프레드 대왕의 웨식스로 향했다. 그러나 앨프레드는 에딩턴 전투(878년)에서 이들을 격퇴시킬 수 있었다. 데인인들은 요새로 후퇴했고, 이 요새를 앨프레드가 포위하여, 마침내 구스룸의 항복을 받아냈다. 항복 조건으로, 구스룸은 세례를 받고 웨식스를 떠나야 했다. 앨프레드와 구스룸 영토 간에 경계와 더불어 평화 무역 협약, 사람들의 몸값인 워길드를 정한 앨프레드와 구스룸의 협약이 뒤따랐다. 이 협약은 데인로 형성의 기초라고 여겨지기도 한다. 구스룸은 죽을 때까지 그의 세례명인 애설스탠(Æthelstan)으로 이스트앵글리아를 다스렸다.

## 배경
바이킹의 공격은 8세기 말 잉글랜드에서 시작됐다. 최초 공격은 787년 혹은 789년 중에 일어났다. 787년의 앵글로색슨 연대기는 다음과 같이 말한다:
"올해에 왕 베르트릭 (Bertric)이 왕 오파 (Offa)의 딸 에아드부르가 (Eadburga)를 좋아하게 됐고 그의 재위 때 해레타랜드 (Hæretha-land, 덴마크)에서 온 노스인들의 배 세 척이 처음 왔다. 그러자 리브가 말을 타고 그곳으로 가, 그는 그들이 누군지 몰랐기 때문에 왕이 있는 도시로 그들을 데려가려 했을 것이지만, 그들은 그를 그 자리에서 살해했다. 이것이 잉글랜드 민족의 땅을 탐한 덴마크인들의 첫 선박들이었다."— Giles 1914, ASC 787

잉글랜드 왕국들에 대한 공격은 거대한 규모의 군대가 침략과 정복의 의도를 갖고 이스트 앵글리아에 상륙한, 865년까지 불규칙적으로 계속됐다. 이 군세는 여름 대군세 (고대 영어:mycel sumorlida)가 871년에 합류하며 한층 강해졌다.

## 대군세

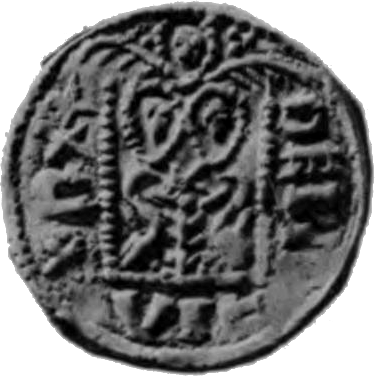
할프단 왕의 주화, 872년 런던

덴마크의 왕 호리크 2세의 조카이자 덴마크 왕위에 대한 몫을 잃은 왕위 계승 후보자였던 구스룸은 레딩을 근거지로 한 "덴마크 대군세"에 871년 여름에 합류한, 여름 대군세의 지도자 중 한 명이었다. 이 연합군은 871/ 872년에 런던에서 겨울을 보내기 전에 서색슨족과 몇 차례 교전을 했다. 이 시기에 주조된 주화들은 대군세의 지도자라고 여기던 할프단의 이름이 새겨져 있다.
872년 가을에 대군세는 이들의 허수아비 섭정인 노섬브리아 엑그버트 1세에 대항해 일어난 반란을 진압하기 위해 노섬브리아로 돌아왔다. 대군세는 톡시에서 겨울을 새고, 1년 뒤에 렙턴에 있었다고 기록됐다. 이들은 874년에 머시아를 정복하고, 머시아의 부르그레드를 페위시키고 덴마크의 허수아비 섭정 케올울프로 대신했다.
이 승리 이후, 대군세는 어스트라드클리드의 픽트족과 브리튼족에 맞서 싸우러 북쪽으로 향한 할프단이 이끄는 절반과 웨식스와 계속해서 싸우러 남쪽으로 향한 구스룸이 이끄는 나머지 절반, 두 개로 나뉘었다.

## 기습 공격
공현 대축일 때인, 878년 1월 6일에, 구스룸은 치프넘에 있던 앨프레드와 그의 궁정에 야간 기습 공격을 가했다. 아마 이때가 기독교 축일이었고 윌트셔의 올더먼 울프히어가 태만 혹은 의도적으로 데인족의 공격을 허용하며 색슨인들이 기습을 당한 것으로 보이며 878년 말에 앨프레드가 권력을 회복하자 울프히어와 그의 아내는 모든 토지들을 압수당했다.
앨프레드는 몇몇 신하들만을 데리고 그 공격에서 달아나 소머싯의 습지대로 피했으며, 애슬니라는 작은 마을에 머물렀다. 이때, 앵글로색슨 연대기에 의하면, 다음 몇 달 동안, 그는 군대를 양성하고 구스룸에 맞서 게릴라전을 펼쳤다:
"앨프레드, 그는 소규모 병력과 함께 숲속으로, 황무지의 요새로 힘겹게 후퇴했다.... 부활절에 앨프레드 왕은 소규모 인원들과 애슬니에 요새를 지었고, 이 요새에서, 인근 지역의 소머싯 사람들과 함께, 이따금 [바이킹들의] 군대에 맞서 싸웠다."— Giles 1914, ASC 878

몇 달 뒤, 앨프레드는 에그버트의 바위로 자신의 신하들을 불러들였고, 그곳에서부터 그들은 침입자들에 맞서 싸우러 진격했다.

## 앨프레드에게 패배
878년 앨프레드는 에딩턴 전투에서 바이킹 대군세를 패배시켰다. 구스룸은 나머지 병력들과 함께 자신들의 "요새"로 후퇴했고, 앨프레드는 그곳을 14일 간을 포위 공격했다. 구스룸은 결국에 항복하고 말았고, 앵글로 색슨 연대기는 항복의 조건들을 기록했다:
"그때 침략군은 그 (앨프레드)에게 인질들을 넘기고, 그의 왕국을 떠나고 또한 자신들의 왕 (구스룸)이 세례를 받을 것이라는 위대한 맹세를 했으며, 그들은 이를 따랐다. 3주 뒤에 구스룸은 침략군 중에 가장 영예로운 30명과 함께 애슬니 인근인 올레이에 있는 앨프레드를 찾아갔고, 그곳에서 구스룸은 세례를 받았으며, 그의 세례복을 벗은 의식은 웨드모어에서 있었다."— Giles 1914, ASC 878

### 기독교로 개종과 강화
항복 조건하에 따라, 구스룸은 세례를 받고 군대를 웨식스에서 철수해야만 했다. 구스룸이 항복함에 따라 세례를 받고 웨식스에서 군대를 철수시키기로 한 것에 동의한 합의는 웨드모어 조약이라고 알려져 있다. 이 조약 이후에 앨프레드와 구스룸의 영토 간에 경계와 더불어 평화 무역 협약, 사람들의 몸값인 워길드를 정한 또다른 조약이 채결됐으며, 이 조약은 앨프레드와 구스룸의 협약이라고 알려졌다.
구스룸은 동앵글리아로 돌아왔고, 그럼에도 880년대에 바이킹 침략 무리에 대한 기록들이 있다. 구스룸은 위협이 되는 걸 멈추고 기독교 왕으로서 10년 이상 군림했다. 그는 세례명 애설스탠이 새겨진 주화들을 주조했다. 890년에 그가 사망할 때, 12세기 베리세인트에드먼즈에서 편찬된 연대기인 성 네옷의 편년사는 구스룸이 서퍽주 헤들리에 묻혔다고 기록했다.

## 대중 문화에서
구스룸은 다음의 가상의 작품들에 출연했다:
- G. K. 체스터턴의 시 《The Ballad of the White Horse》.
- C. 월터 호지스의 아동 역사 소설 《The Namesake》, 《The Marsh King》.
- 버나드 콘웰의 첫 삼부작 소설 《The Saxon Stories》 시리즈: The Last Kingdom, The Pale Horseman, The Lords of the North.

영상 매체에선, 브라이언 블리시드가 《Churchill's People》에서 4편의 에피소드 ("King Alfred")에서, 마이클 요크가 1969년 영화 《앨프리드 대왕》에서, 토마스 W. 가브리엘손이 BBC와 넷플릭스 오리지널 티브이 드라마 《라스트 킹덤》에서 구스룸을 연기했다.
전략 게임 《토탈 워 사가: 브리타니아의 왕좌》의 조작 가능한 세력의 지도자이기도 하다.
《어쌔신 크리드: 발할라》에서 초창기 암살자 에이보르의 동맹이다.

## 참고
1. ↑  정확한 날짜 불확실. 자세한 내용 앨프레드와 구스룸 협약 참고.
2. ↑  Godrum, Guthorm으로도 적으며, Æthelstan, Athelstan, Ethelstan라고도 부름
3. ↑  대군세가 북쪽으로 향한 이 설명은 이의가 제기되었는데, 대군세의 이동이 머시아와 전쟁 결과 때문이라고 주장한다.[8]
4. ↑  878년 기독교 개종에 따른 구스룸의 세례명은 애설스탠(Æthelstan)이었다.

## 참고 자료
- Attenborough, F.L. Tr, 편집. (1922). 〈Treaties with the Danes〉. 《The laws of the earliest English kings》. Cambridge: Cambridge University Press. OCLC 4296219.
- Cambridge Dictionary (2020). “Fastness”. Cambridge University Press. 2020년 7월 4일에 확인함.
- Costambeys, Marios (2008). 〈Guthrum〉. 《옥스포드 영국 인명 사전》 온라인판. 옥스포드 대학교 출판부. doi:10.1093/ref:odnb/11793. (Subscription 또는 UK 공공도서관 회원 필수.)
- Downham, Clare (2007). 《Viking Kings of Britain and Ireland: The Dynasty of Ívarr to A.D. 1014》. Dunedin Academic Press. ISBN 978-1-9037-6589-0.
- Dumville, David; Keynes, Simon; Lapidge, Michael (1985). 《The Annals of St Neots with Vita Prima Sancti Neoti, The Anglo-Saxon Chronicle: a Collaborative Edition》 17. Cambridge. ISBN 978-0-85991-117-7.
- Forte, Angelo; Oram, Richard D; Pedersen, Frederik (2005). 《Viking Empires》. Cambridge: Cambridge University Press. ISBN 978-0-5218-29922.
- Garmonsway, G. N., 편집. (1972). 《The Anglo-Saxon Chronicle》. London: Dent. ISBN 0-460-11624-X.
- Giles, J.A. (1914). 《The Anglo-Saxon Chronicle》. London: G. Bell and Sons Ltd.  – 위키문헌 경유.
- Laust Krambs, Karsten (2018). “Early Norse kings of York”. Les Collections Numismatiques de la Fondation Calvet. 2020년 6월 3일에 확인함.
- Lavelle, Ryan (2010). 《Alfred's Wars Sources and Interpretations of Anglo-Saxon Warfare in the Viking Age》. Woodbridge, Suffolk: Boydel Press. ISBN 978-1-84383-569-1.
- Oliver, Neil (2012). 《Vikings. A History》. London: Weidenfeld & Nicolson. ISBN 978-0-297-86787-6.
- Skeat, Walter W (1913). 《The Place-Names of Suffolk》 XLVI. Octavo. OCLC 477037693.
- Smyth, Alfred P. (1995). 《King Alfred the Great》. Oxford: Oxford University Press. ISBN 0-19-822989-5.
- Starkey, David (2004). 《The Monarchy of England Volume I》. London: Chatto & Windus. ISBN 0-7011-7678-4.
- Sturdy, David (1995). 《Alfred the Great》. London: Constable. ISBN 0-09-474280-4.
- Suffolk Heritage Explorer (2018). “Burial place of the Anglo-Saxon Danish chieftain Guthrum”. Suffolk County Council. 2020년 6월 4일에 확인함.
- Williams, Ann (1999). 《Kingship and Government in Pre-Conquest England C.500–1066》. Basingstoke: Macmillan. ISBN 978-0-333-56798-2.
- Wood, Michael (2005). 《In Search of the Dark Ages》. London: BBC. ISBN 978-0-563-52276-8.